# Anisarchus medius
Anisarchus medius är en fiskart som först beskrevs av Reinhardt, 1837.  Anisarchus medius ingår i släktet Anisarchus och familjen taggryggade fiskar. Inga underarter finns listade i Catalogue of Life.

## Bildgalleri

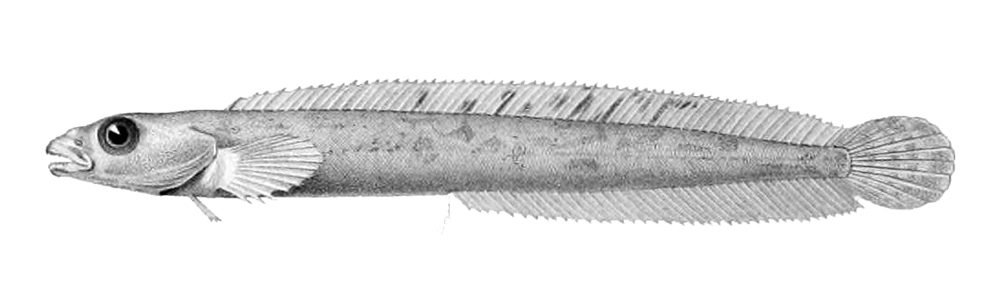
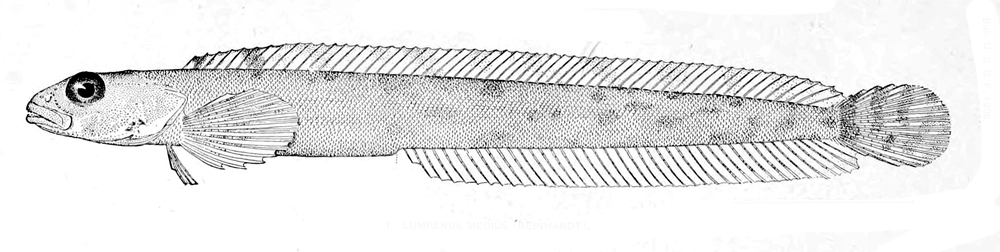
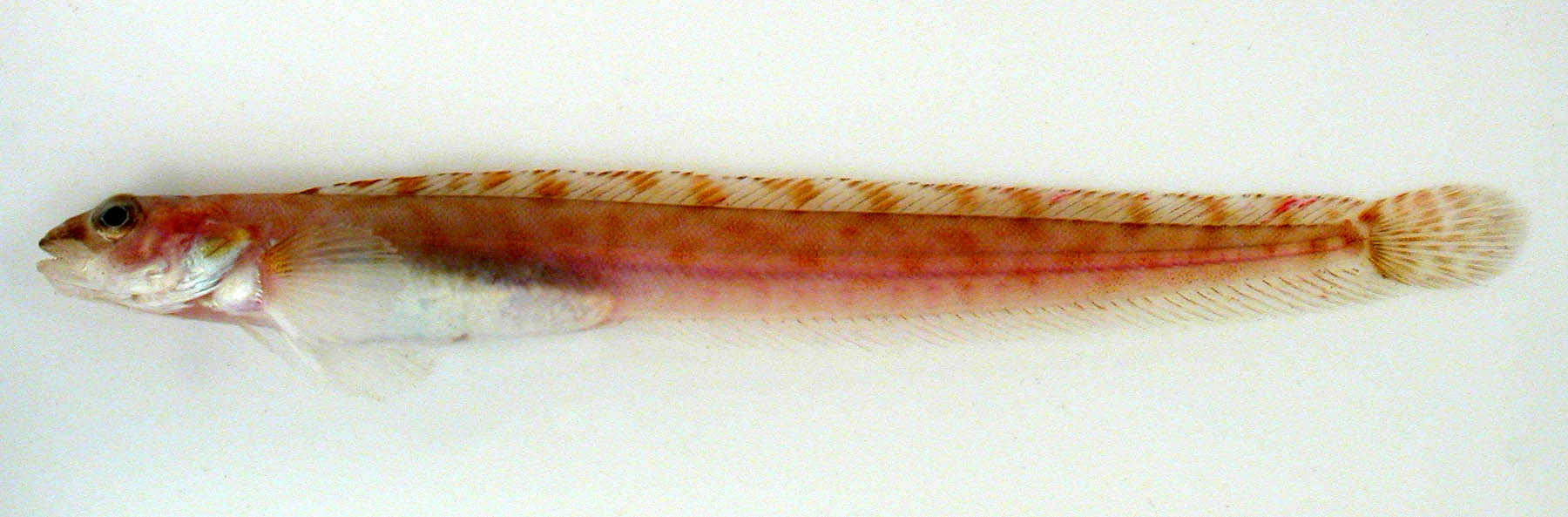